# Кеншокы (курганы)
Кеншокы — древние каменные курганы эпохи бронзы. Расположены вблизи аула Кеншокы, в 14 км к северу от горы Толагай в Шетском районе Карагандинской области. В 1956 году Центрально-Казахстанской археологической экспедицией под руководством А.Маргулана исследованы 7 курганов. Диаметр каменных курганов 4—12 м. В Кеншокы найдены остатки захоронений. Тела помещены в ящикообразные могилы из плоских камней, в могилах — глиняная посуда, золотые серьги, бронз, бусы и др. ювелирные изделия.